# Quincy Enunwa
Quincy Enunwa (Rialto, 31 maggio 1992) è un giocatore di football americano statunitense che milita nel ruolo di wide receiver nella National Football League (NFL).

## Carriera

### New York Jets
Dopo avere giocato al college a football a Nebraska, Enunwa fu scelto dai New York Jets nel corso del sesto giro (209º assoluto) del Draft NFL 2014. Debuttò come professionista subentrando nell'ultima settimana della stagione regolare contro i Miami Dolphins.

## Statistiche
| Partite totali      | 29    |
| Partite da titolare | 19    |
| Ricezioni           | 80    |
| Yard ricevute       | 1.172 |
| Touchdown           | 4     |

Statistiche aggiornate alla stagione 2016